# Jan Laan
Jan Laan (Wijdewormer, 4 april 1936) is een Nederlandse politicus van de PvdA.
Hij is oud-wethouder van Rotterdam en oud-burgemeester van Nieuwegein. Tot 2008 was hij directeur van ROM-Rijnmond.
Laan werkte tussen 1967 en 1982 als ambtenaar voor de gemeente Rotterdam; achtereenvolgens voor de dienst Stadsontwikkeling en het Openbaar Lichaam Rijnmond.
In 1982 werd hij in deze gemeente wethouder voor de Partij van de Arbeid met als portefeuilles Ruimtelijke Ordening, Verkeer en Vervoer, Openbare Werken en Milieu. In 1986 werd hij voor de tweede keer wethouder, maar deze keer zonder de portefeuilles Openbare Werken en Milieu.
In 1990 werd Laan burgemeester van de Utrechtse gemeente Nieuwegein.
In 2000 vertrok hij negen maanden eerder dan men had verwacht en ging hij de deeltijdfunctie van directeur van ROM-Rijnmond vervullen tot zijn afscheid op 8 februari 2008.